# Imprimatur (boektitel)
Imprimatur (Latijn: het worde gedrukt) is de titel van een historische roman, geschreven door het Italiaans auteursduo Rita Monaldi en Francesco Sorti. Het boek werd in 2002 gepubliceerd in Italië, waarna het ook in een groot aantal andere landen verscheen. Imprimatur werd een groot succes: alleen al in Europa werden meer dan 250.000 exemplaren verkocht. Uitgeverij De Bezige Bij publiceerde het boek voor het Nederlandse taalgebied ook in 2002.

## Inhoud
Plaats van handeling is een herberg in Rome anno 1683, waar tien gasten logeren, onder wie een Franse gitarist, een Toscaanse arts, een Venetiaanse glasblazer, een Engelse vluchteling, een Napolitaanse astroloog die zich als dichter voordoet en een ondoorgrondelijke jansenist. Ieder draagt echter een geheim met zich mee. Wanneer de oude Franse edelman De Mourai om het leven komt, moeten alle gasten in quarantaine omdat de autoriteiten denken dat de pest rondwaart in de herberg. Een andere gast echter, de mysterieuze abt Atto Melani – in werkelijkheid een spion in dienst van de Franse vorst Lodewijk XIV en de vroegere gunsteling van de in ongenade gevallen minister Nicolas Fouquet – vermoedt dat het om een geval van vergiftiging gaat. Samen met de jonge herbergknecht gaat hij op onderzoek uit.
Spoedig vindt het tweetal een geheime gang naar de crypten van Rome, waar de eerste christenen zich ooit schuilhielden voor hun Romeinse vervolgers. Hier lopen ze ook twee lijkenpikkers tegen het lijf, die hun boterham verdienen met het plunderen van oude graven: de beenderen verkopen ze als authentieke relikwieën aan de Kerk. Zij blijken niet de enigen te zijn, want een andere gast van De schildknaap dwaalt eveneens door de onderaardse gangen. De nachtelijke speurtochten brengen Melani en de knecht naar het huis van dokter Tiracorda, lijfarts van paus Innocentius XI. Hier ontdekken zij de identiteit van hun onbekende en een plan om de paus te vermoorden.
Op de achtergrond spelen nog andere dreigingen. De gasten van de herberg zijn bevreesd dat de pest alsnog uitbreekt, terwijl berichten de stad bereiken dat de gevreesde Turken Wenen belegeren. Als de christelijke hulptroepen te laat arriveren, zal Europa overgeleverd zijn aan de ongelovigen. Omdat paus Innocentius XI de enige is die de christelijke coalitie kan samenhouden, is de geplande aanslag rampzalig voor de toekomst van Europa.

## Achtergronden
Opmerkelijk aan Imprimatur is dat het boek weliswaar fictie is, maar dat de personages, gebeurtenissen en informatie geen verzinsels zijn. Het boek is gebaseerd op jarenlang historisch onderzoek van de auteurs Rita Monaldi en Francesco Sorti, die in de archieven niet alleen informatie opdiepten over het beleg van Wenen, de pest en abt Melani, maar ook informatie vonden over astrologie, recepten, medicijnen, kleding, muziek en theologie: deze schat aan gegevens is in Imprimatur direct overgenomen uit 17e-eeuwse boeken en documenten.
Imprimatur vertoont enkele overeenkomsten met een boek van Umberto Eco: deze Italiaanse auteur werd wereldberoemd met zijn historische roman De naam van de roos, die zich afspeelt in een middeleeuws klooster. In beide boeken treedt een speurdersduo op, waarbij een ervaren speurder zijn onervaren partner onder de hoede neemt, tevens de verteller van het verhaal. Ook de schat aan authentieke details over de meest uiteenlopende onderwerpen – van geneeskunde tot astrologie – was reeds in Eco’s werk aanwezig.

## De Imprimatur-affaire
Al direct na verschijnen deed Imprimatur in Italië een hoop stof opwaaien, omdat de auteurs een onthulling deden die schadelijk zou zijn voor het imago van de Katholieke Kerk, de paus en het Vaticaan. Monaldi en Sorti onthulden in het boek dat paus Innocentius XI, via zijn eigen familiebank (de Odescalchi’s uit Como) geld zou hebben geleend aan het protestantse huis van Oranje. Mede dankzij deze financiële hulp kon de Nederlandse stadhouder Willem III de katholieke koning van Engeland, Jacobus II, in 1688 van de troon stoten en zelf de macht grijpen. Vervolgens verjoeg Willem III de Engelse vorst naar Frankrijk en schafte het katholicisme als staatsgodsdienst af. Deze Glorious Revolution was een triomf voor het protestantisme. Innocentius XI zou Willem III echter uit puur opportunisme hebben gesteund: de paus wilde voorkomen dat Groot-Brittannië met Lodewijk XIV een machtsblok zou vormen dat de suprematie van het Vaticaan kon aantasten.
Het Vaticaan was dan ook niet gelukkig met de verschijning van Imprimatur in 2002. In een interview met het dagblad Trouw zei het echtpaar dat kringen binnen het Vaticaan Imprimatur als ongewenst hadden verklaard. Ook waren Monaldi en Sorti niet te spreken over de tegenwerking van hun Italiaanse uitgever Mondadori, een van de grootste in Italië en eigendom van premier en mediamagnaat Silvio Berlusconi. Nadat de eerste druk was uitverkocht, kwam er pas zeer laat een herdruk; advertenties en promotie van het boek bleven ook grotendeels uit.